# Norialsus gonubica
Norialsus gonubica är en insektsart som beskrevs av Van Stalle 1986. Norialsus gonubica ingår i släktet Norialsus och familjen kilstritar. Inga underarter finns listade i Catalogue of Life.